# Robert Wagner (actor)
Robert Wagner (Detroit, Michigan, 10 de febrer de 1930) és un actor estatunidenc de teatre, cinema i televisió.
Entre les seves pel·lícules hi ha títols com A Kiss Before Dying (1956), All the Fine Young Cannibals (1960), La Pantera Rosa (1963), Harper (1966), El colós en flames (1974), i la trilogia d'Austin Powers (1997, 1999, 2002), així com les sèries de televisió Switch (1975-1978) i Two and a Half Men (2003).

## Biografia
Nascut a Detroit (Michigan) fill d'un executiu de la indústria de l'acer, Wagner es va traslladar amb la seva família a Los Angeles (Califòrnia) quan tenia set anys.
Wagner es va convertir en un aspirant a actor i va ser empleat en una gran varietat de llocs de treball; s'explica que fins i tot va ser caddy (ajudant de golf) del ja famós Clark Gable. No va cridar l'atenció dels productors cinematogràfics fins que va concórrer amb la seva família a un restaurant de Beverly Hills i va ser «descobert» per un caçador de talents.
Va debutar en The Happy Years (1950); posteriorment exerciria diversos personatges secundaris en pel·lícules de temes militars fins a Amb una cançó en el meu cor (1952, de Charles Walters) protagonitzada per Susan Hayward, que donaria lloc a un contracte amb la 20th Century Fox. Comença el seu llançament com a estrella: després de treballar en alguna pel·lícula com Titanic (la versió de 1953) protagonitza Beneath the 12-mile reef de Robert D. Webb.
La seva companyia, la Fox, li donaria una sèrie de papers com a protagonista en pel·lícules incloent Beneath the 12-mile reef (1953) i El príncep valent de Henry Hathaway, adaptació cinematogràfica del còmic de Hal Foster, que compartia protagonisme amb importants intèrprets com James Mason, Sterling Hayden, Janet Leigh, Debra Paget i Victor McLaglen. En aquest mateix any 1954 treballa en Llança trencada d'Edward Dmytryk compartint protagonisme amb Spencer Tracy, Richard Widmark, Katy Jurado i Jean Peters en una adaptació al western de la pel·lícula de Mankiewitz, Odi entre germans.
Realitza també papers menors, en Un petó abans de morir (1956) i Entre el cel i l'infern (1956).
Va ser durant l'inici de la seva carrera que es va convertir en el protegit del veterà actor Clifton Webb, que apareix amb ell en Stars and Stripes Forever (1952). La seva actuació li va valer una nominació per al Globus d'Or i va ser l'actor revelació més prometedor en pel·lícules de cinema.
Segons Robert Hofler en L'home que va inventar a Rock Hudson, biografia sobre l'agent de talents de Hollywood Henry Willson, Wagner va ser el client més destacat que va trencar amb Willson després dels xafardejos a Hollywood sobre l'homosexualitat de Willson i el seu millor client, Rock Hudson.
En els anys seixanta la carrera de Wagner s'estanca. Encara que treballa en algunes pel·lícules destacades, com La Pantera Rosa de Blake Edwards, Harper de Jack Smight, no passa de papers secundaris a l'ombra d'estrelles que llueixen més que la seva.
En els anys setanta comença a treballar en capítols de sèries destacades com Els carrers de San Francisco i com a protagonista d'Atrapa a un lladre.
El seu nou matrimoni amb Natalie Wood li retorna part de la popularitat perduda i per això és una de les estrelles que apareixen en la superproducció de catàstrofes El colós en flames de John Guillermin i en la superproducció bèl·lica La batalla de Midway de Jack Smight. El 1974 treballa també en la sèrie La fugida de Colditz.
El 1975 i fins a 1978 protagonitza la sèrie Endollat juntament amb Albert Finn i de 1979 fins a 1984 serà Jonathan Hart en la sèrie Hart to Hart, que protagonitzava juntament amb Stefanie Powers, en la qual encarnaven a un matrimoni de detectius multimilionaris.
Durant els anys vuitanta continua treballant en telefilms i fins i tot en els noranta torna a reprendre el paper de Jonathan Hart en telefilms basats en noves aventures del matrimoni de detectius. Pel que fa al cinema apareix en la pel·lícula sobre la vida de Bruce Lee, Drac: la veritable història de Bruce Lee i interpreta el personatge de Número Dos en les diferents aventures d'Austin Powers.

## Vida personal
Wagner ha reconegut haver tingut idil·lis amb Joan Crawford.
El 1957 protagonitza l'idil·li de l'any a Hollywood i contreu matrimoni amb la bella i jove Natalie Wood amb la qual estaria casat fins a 1962.
Després del seu primer divorci, Robert Wagner es casaria amb Marion Marshall, de qui es divorciaria el 1970 després d'haver tingut una filla.
Torna a casar-se el 1972 amb Natalie Wood, amb la qual tornaria fins a la mort d'ella, que vs tenir lloc el 1981 en misterioses circumstàncies.
Després de quedar vidu, Wagner es va casar el 1991 amb l'actriu i amiga de la seva infància, Jill St. John amb qui roman fins avui.

### Pel·lícules
| Any  | Títol                                                        | Rol                                                 | Notes |
| ---- | ------------------------------------------------------------ | --------------------------------------------------- | --- |
| 1951 | The Frogmen                                                  | Tinent (jg) Franklin                                | |
| 1951 | Halls of Montezuma                                           | Soldat Coffman                                      | |
| 1951 | Let's Make It Legal                                          | Jerry Denham                                        | |
| 1952 | With a Song in My Heart                                      | GI Paratrooper                                      | |
| 1952 | Stars and Stripes Forever                                    | Willie Little                                       | |
| 1952 | What Price Glory?                                            | Soldat Lewisohn                                     | |
| 1953 | Beneath the 12-Mile Reef                                     | Tony Petrakis                                       | |
| 1953 | Titanic                                                      | Gifford "Giff" Rogers                               | |
| 1954 | Llança trencada (Broken Lance)                               | Joe Devereaux                                       | |
| 1954 | El príncep valent (Prince Valiant)                           | Príncep Valent                                      | |
| 1955 | White Feather                                                | Josh Tanner                                         | |
| 1956 | A Kiss Before Dying                                          | Bud Corliss                                         | |
| 1956 | Between Heaven and Hell                                      | Sam Gifford                                         | |
| 1956 | The Mountain                                                 | Christopher Teller                                  | |
| 1957 | The True Story of Jesse James                                | Jesse James                                         | |
| 1958 | The Hunters                                                  | Tinent Pell                                         | |
| 1958 | In Love and War                                              | Frank "Frankie" O'Neill                             | |
| 1958 | Mardi Gras                                                   | Aparició sense acreditar                            | |
| 1959 | Say One for Me                                               | Tony Vincent                                        | |
| 1960 | All the Fine Young Cannibals                                 | Txad Bixby (el personatge està basat en Chet Baker) | |
| 1961 | Sail a Crooked Ship                                          | Gilbert Barrows                                     | |
| 1962 | The War Lover                                                | Tinent Ed Boland                                    | |
| 1962 | The Longest Day                                              | US Army Ranger                                      | |
| 1964 | The Pink Panther                                             | George Lytton                                       | |
| 1966 | Harper                                                       | Allan Taggert                                       | |
| 1967 | Banning                                                      | Mike Banning                                        | |
| 1968 | Don't Just Stand There!                                      | Lawrence Colby                                      | |
| 1969 | Winning                                                      | Luther Erding                                       | |
| 1974 | El colós en flames (The Towering Inferno)                    | Dan Bigelow                                         | |
| 1976 | Laurence Olivier Presents: Cat on a Hot Tin Roof             | Brick Pollitt                                       | |
| 1976 | La batalla de Midway                                         | Tinent Comandant Ernest L. Blake                    | |
| 1979 | The Concorde - Airport ' 79                                  | Kevin Harrison                                      | |
| 1983 | La maledicció de la Pantera Rosa (Curse of the Pink Panther) | George Lytton                                       | |
| 1987 | Love Among Thieves                                           | Mike Chambers                                       | |
| 1991 | Delirious                                                    | Jack Gates (aparició sense acreditar)               | |
| 1993 | Dragon: The Bruce Lee Story                                  | Bill Krieger                                        | |
| 1997 | Austin Powers: International Man of Mystery                  | número Dos                                          | |
| 1998 | Wild Things                                                  | Tom Baxter                                          | |
| 1999 | Austin Powers: The Spy Who Shagged Me                        | número Dos                                          | Reprèn el paper de la primera pel·lícula de la sèrie                                                            |
| 2000 | Becoming Dick                                                | Edward                                              | |
| 2001 | Sol Goode                                                    | Pare de Sol                                         | |
| 2002 | Austin Powers in Goldmember                                  | número Dos                                          | Reprèn el paper de les dues primeres pel·lícules de la sèrie                                                    |
| 2006 | Everyone's hero                                              |                                                     | |
| 2007 | Netherbeast Incorporated                                     | President James Garfield                            | |
| 2007 | Man in the Chair                                             | Taylor Moss                                         | Wagner va guanyar, juntament amb altres membres del repartiment, el premi al millor repartiment del Method Fest |
| 2007 | A Dennis the Menace Christmas                                | Mr. Wilson                                          | Directament per a vídeo                                                                                         |
| 2009 | The Wild Stallion                                            | Novak                                               | Directament per a vídeo                                                                                         |
| 2014 | The Hungover Games                                           | Liam                                                | Directament per a vídeo                                                                                         |